# Торопов, Сергей Владимирович
Сергей Владимирович Торопов (род. 15 октября 1989, Горький, СССР) — российский профессиональный баскетболист, игравший на позиции тяжёлого форварда.

## Карьера
Сергей Торопов родился в Горьком и является воспитанником СДЮСШОР №7.
В 17 лет он переехал в Саратов и стал игроком «Автодора». В составе команды дважды становился чемпионом, а ещё один раз бронзовым призёром Суперлиги.
Сезон 2011/2012 Сергей провёл в аренде, выступая за «Северсталь».
После 8 лет выступления за «Автодор», в 2014 году перешёл в «Темп-СУМЗ».
Сезон 2015/2016 Торопов провёл в «Самаре», с которой дошёл до «Финала четырёх» Кубка России. Всего за самарскую команду провёл 41 матч, в среднем набирая 9 очков и 5 подборов.
В августе 2016 года Торопов стал игроком МБА. За неполные 2 сезона провёл в составе московского клуба 61 матч, набрал 683 очка, 376 подборов и 44 блок-шота. В сезоне 2017/2018 Сергей являлся капитаном команды. В марте 2018 года Торопов и клуб расторгли контракт по обоюдному соглашению сторон.
Свою карьеру Торопов продолжил в «Нижнем Новгороде», подписав контракт до конца сезона 2017/2018. В 13 матчах Единой лиги ВТБ его средняя статистика составила 3,5 очка, 1,9 подбора и 0,8 передачи.
В июне 2018 года продлил контракт с «Нижним Новгородом» ещё на 1 сезон.
В сезоне 2018/2019 Торопов принял участие в 25 матчах Единой лиги ВТБ и отметился статистикой в 4,1 очка, 1,7 подбора и 0,4 передачи. В Лиге чемпионов ФИБА его показатели составили 3,8 очка, 1,8 подбора и 0,4 передачи в 17 играх.
В июле 2019 года Торопов перешёл в «Спартак-Приморье». За клуб из Владивостока Сергей провёл 10 игр, показав среднюю статистику в 9,5 очка, 4,9 подбора, 0,9 передачи и 0,9 перехвата за 18 минут на площадке.
В феврале 2020 года Торопов вернулся в «Нижний Новгород», подписав контракт до конца сезона 2020/2021. В Единой лиге ВТБ Сергей успел сыграть в 1 матче против «Локомотива-Кубань» и набрал 6 очков, 2 подбора и 1 передачу. В Лиге чемпионов ФИБА Торопов принял участие в 2 играх 1/8 финала против французского «ЖДА Дижон», показав статистику в 5 очков и 1 подбор. Затем сезон был вынужденно остановлен из-за пандемии коронавируса. 
В июле 2020 Торопов подписал новый контракт с «Нижним Новгородом».
В июле 2021 года Торопов продлил контракт с «Нижним Новгородом» ещё на 2 сезона.
В январе 2022 года Торопов получил wildcard от Единой лиги ВТБ для участия в «Матче всех звёзд». В этом матче Сергей провёл на площадке 11 минут 45 секунд и набрал 8 очков, 2 подбора и 1 передачу.
В сезоне 2021/2022 Торопов принял участие в 18 матчах Единой лиги ВТБ. Его средняя статистика составила 14,8 очка, 4,6 подбора и 1,8 передачи.
В июне 2022 года Торопов перешёл в «Зенит». В составе команды Сергей стал победителем Суперкубка Единой лиги ВТБ.
В сезоне 2023/2024 Торопов стал бронзовым призёром Единой лиги ВТБ и чемпионата России, победителем Суперкубка Единой лиги ВТБ и Кубка России.
В июле 2024 года Торопов подписал контракт с УНИКСом по схеме «1+1».
В августе 2025 года Торопов объявил о завершении профессиональной карьеры.

## Сборная России
В ноябре 2021 года Торопов был включён в расширенный состав сборной России для участия в подготовке к матчам квалификации Кубка мира-2023 со сборными Италии и Исландии — принял участие в обеих встречах.
В феврале 2021 года Торопов был вызван на сбор национальной команды для подготовки к двум матчам квалификации Кубка мира-2023 со сборной Нидерландов.

## Личная жизнь
В семье Сергея Торопова и его жены Марии есть две дочери — София (2017 г.р.) и Майя (2020 г.р.).

## Достижения
- Бронзовый призёр Единой лиги ВТБ (2): 2023/2024, 2024/2025
- Обладатель Суперкубка Единой лиги ВТБ (2): 2022, 2023
- Серебряный призёр Суперкубка Единой лиги ВТБ: 2024
- Бронзовый призёр чемпионата России (2): 2023/2024, 2024/2025
- Чемпион Суперлиги (2): 2008/2009, 2013/2014
- Бронзовый призёр Суперлиги: 2012/2013
- Обладатель Кубка России: 2023/2024
- Серебряный призёр Кубка России (2): 2018/2019, 2022/2023
- Серебряный призёр Кубка РФБ: 2017